# Gat blanc

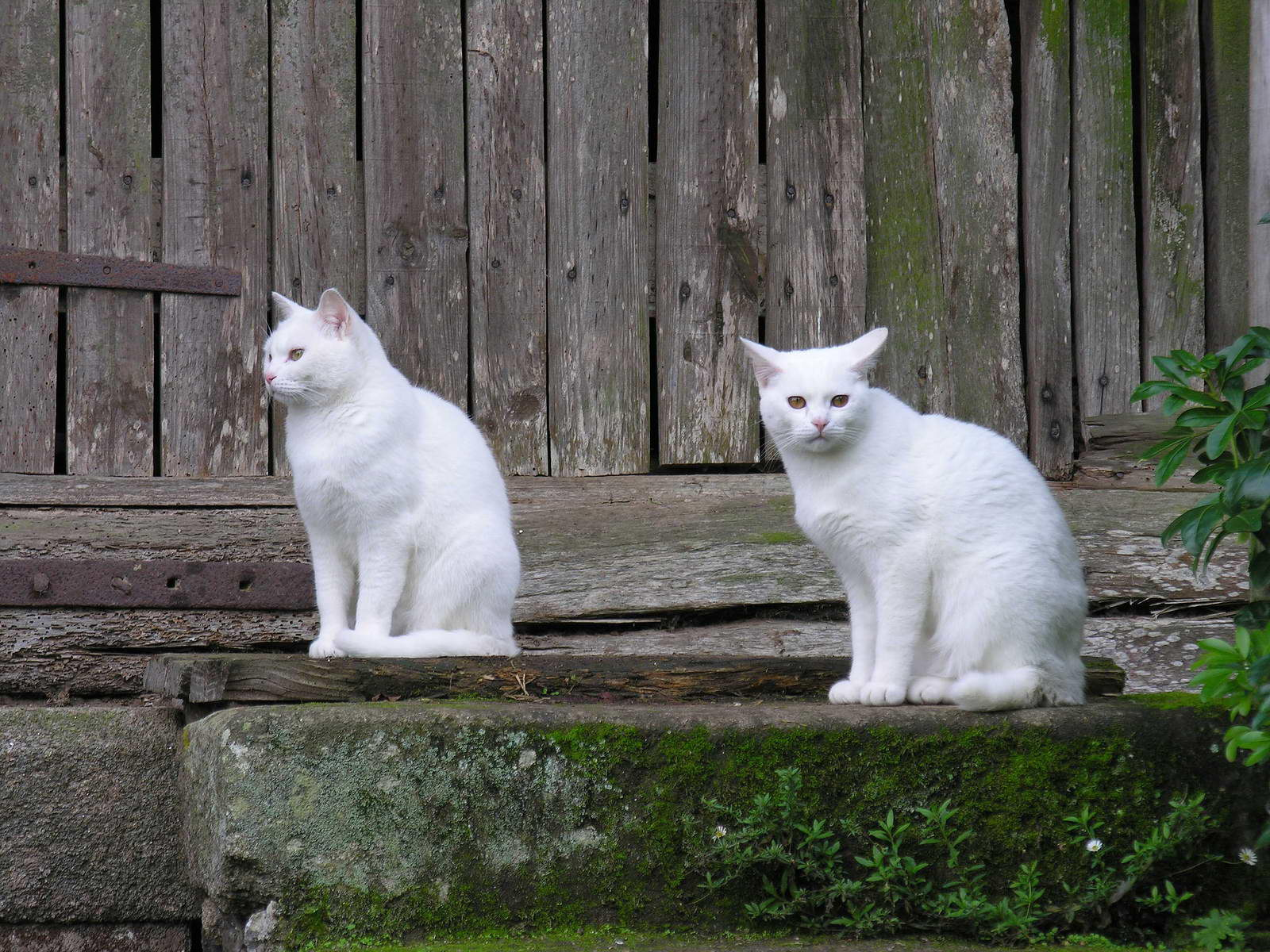
Dos gats blancs

En el gat, el color blanc es refereix a un pelatge de gat totalment blanc. Els pèls blancs revelen una absència de pigments. És codificat pel gen W, el « blanc dominant ». Pèls blancs apareixen en el gat al patró bicolors. El patró típic del siamès, dit colourpoint, no ha de pas de ser confós amb el color blanc. El conjunt del pelatge és blanc. Els coixinets, el nas i l'interior de les orelles són roses. Els ulls poden ser de color grocs, verd, blaus o vairs. Certs gatons neixen blancs amb una taca sobre el cap que desapareixerà creixent.

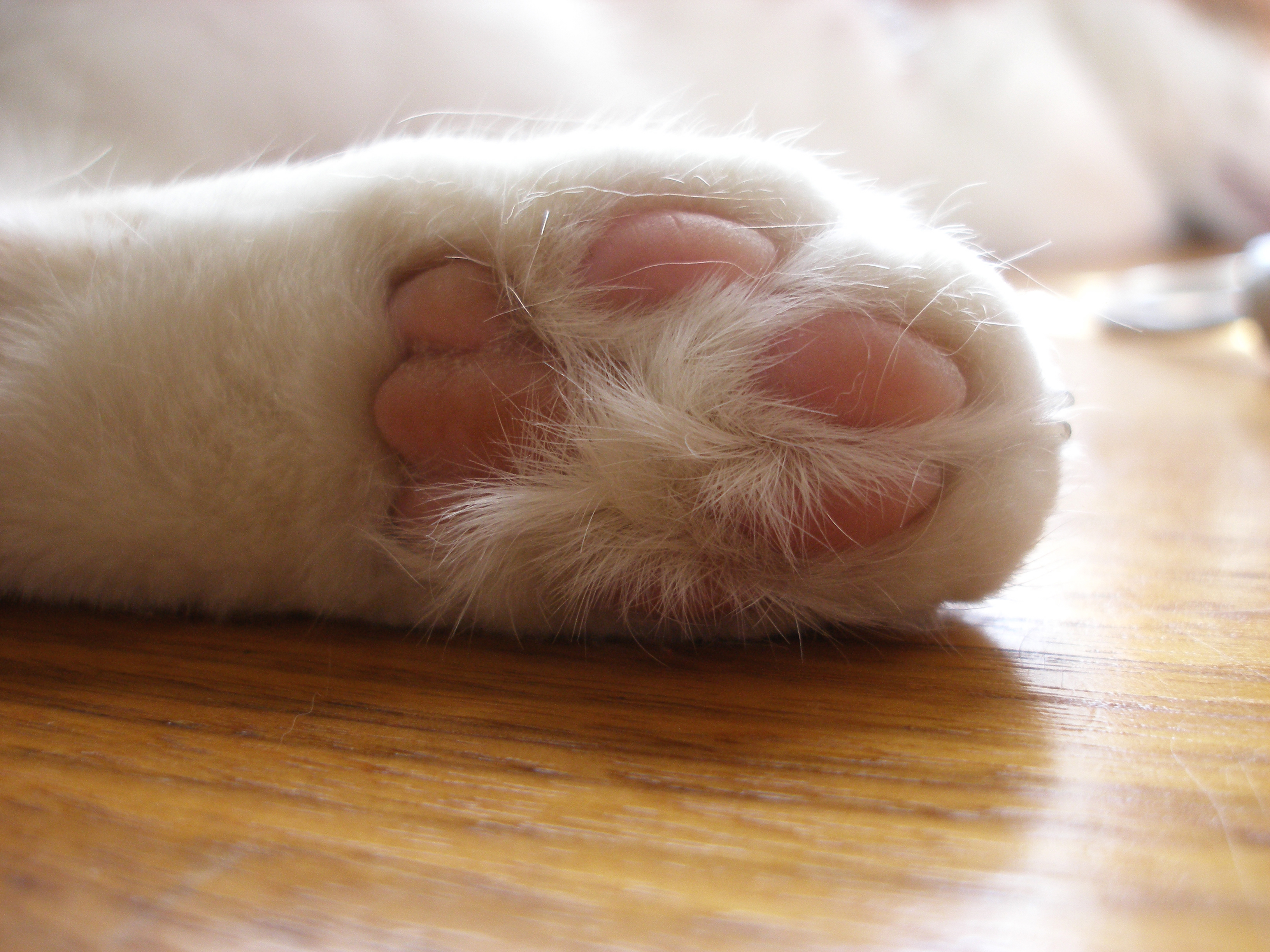
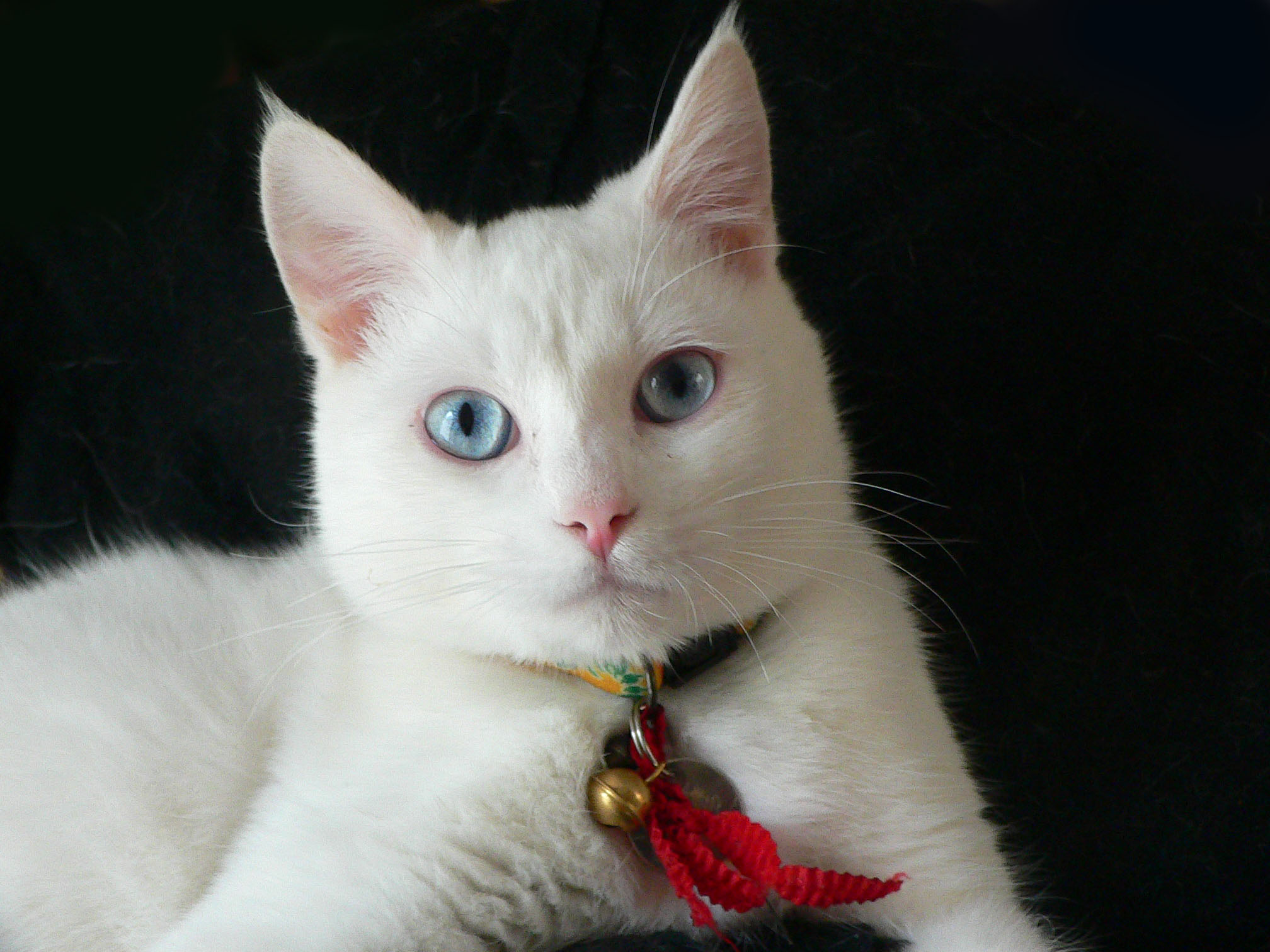
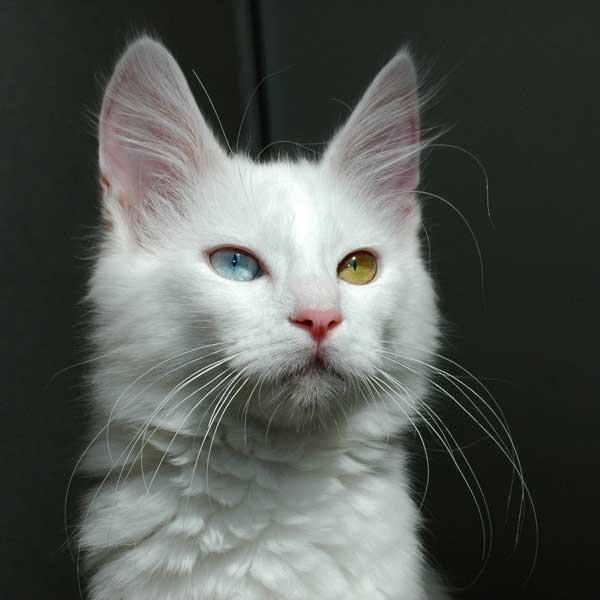
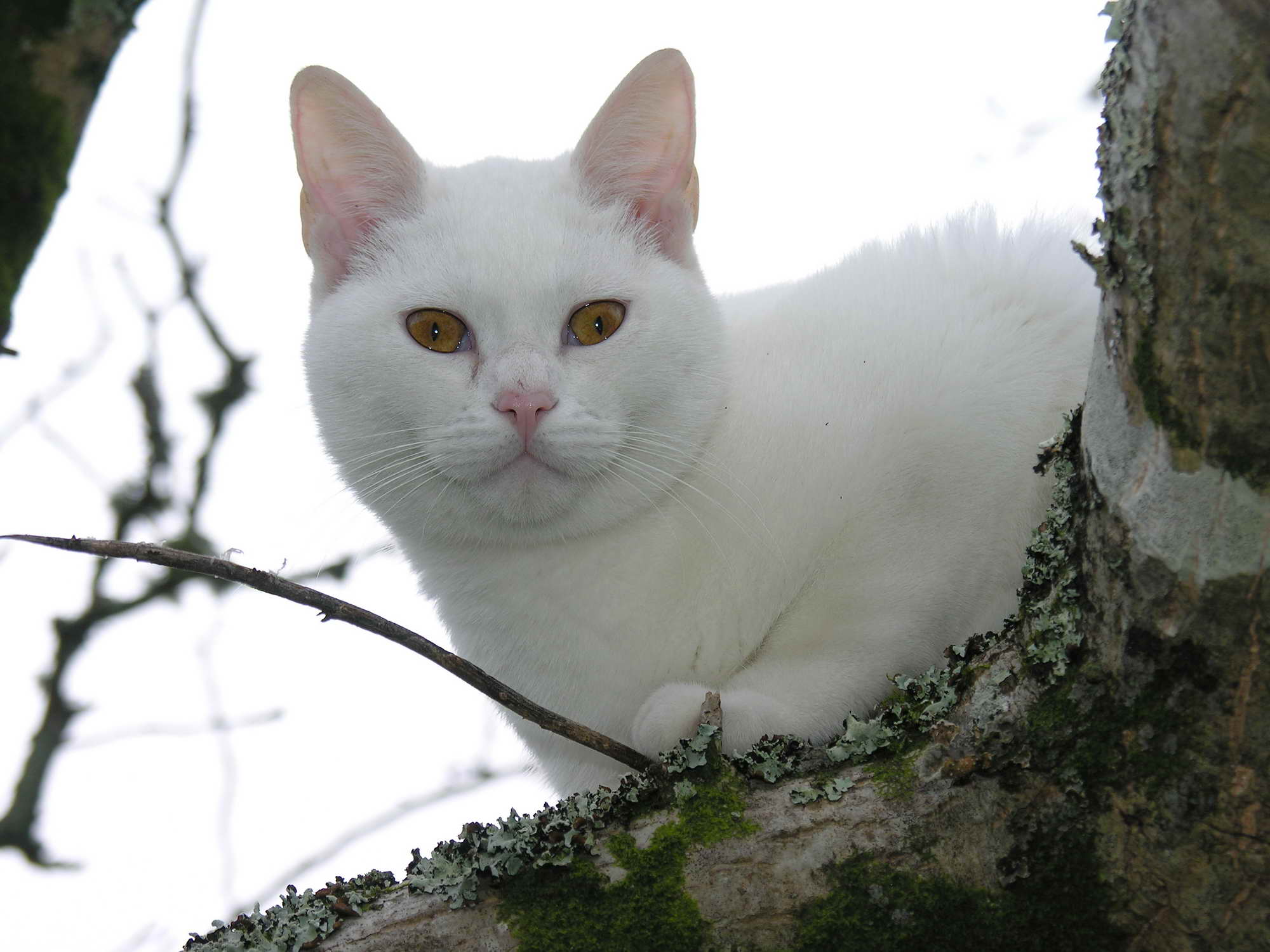
Gat blanc als ulls grocs
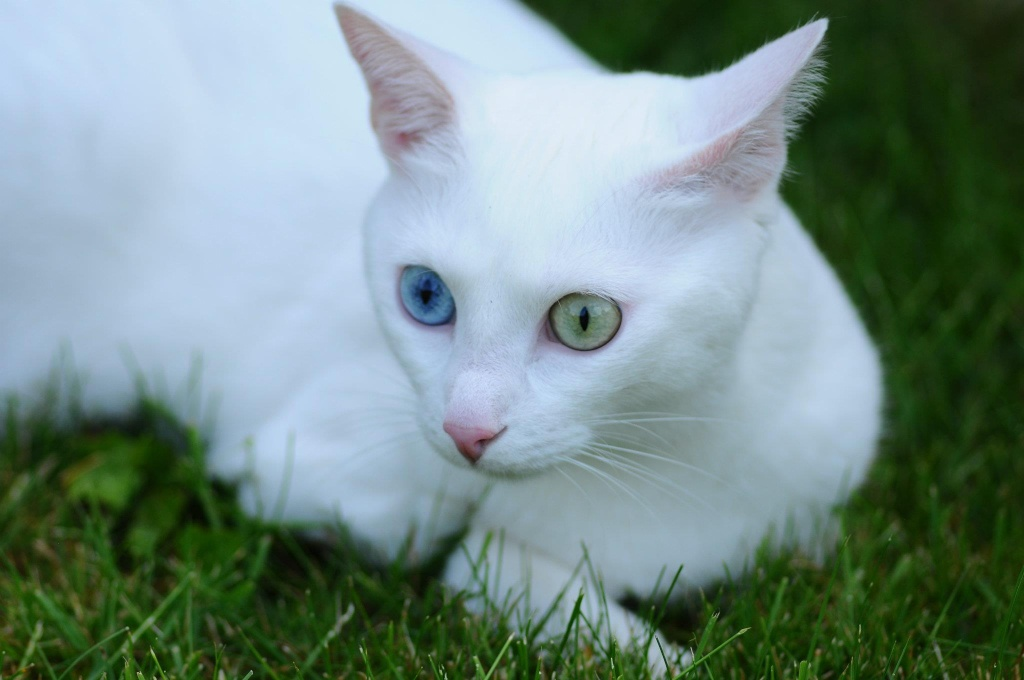
Gat blanc als ulls vairons